# IC 1399
IC 1399 је галаксија у сазвјежђу Пегаз која се налази на листи објеката дубоког неба у Индекс каталогу.
Деклинација објекта је + 4° 24' 10" а ректасцензија 21h 46m 8,8s. Привидна величина (магнитуда) објекта IC 1399 износи 14,7 а фотографска магнитуда 15,7. IC 1399 је још познат и под ознакама CGCG 402-19, NPM1G +04.0550, PGC 67316.